# Pycnothele gigas
Espèce
Synonymes
- Neostothis gigas Vellard, 1925

Pycnothele gigas est une espèce d'araignées mygalomorphes de la famille des Pycnothelidae.

## Distribution
Cette espèce est endémique de l'État de São Paulo au Brésil,. Elle se rencontre entre le niveau de la mer et 900 m d'altitude dans la forêt atlantique.

## Description
Le mâle syntype mesure 26 mm et la femelle syntype 37 mm.
Les mâles mesurent de 19,6 à 24,7 mm et les femelles de 22,7 à 28,4 mm

## Systématique et taxinomie
Cette espèce a été décrite sous le protonyme Neostothis gigas par Vellard en 1925. Elle est placée dans le genre Pycnothele par Montes de Oca, Indicatti, Opatova, Almeida, Pérez-Miles et Bond en 2022.

## Publication originale
- Vellard, 1925 : « Um novo genero e duas especies novas de aranha do estado de S.-Paulo. » Memórias do Instituto Butantan, vol. 2, p. 78-84.